# Neobidessodes grossus
Neobidessodes grossus är en skalbaggsart som först beskrevs av Zimmermann 1922.  Neobidessodes grossus ingår i släktet Neobidessodes och familjen dykare. Inga underarter finns listade i Catalogue of Life.